# Pseudotegenaria parva
Pseudotegenaria parva là một loài nhện trong họ Agelenidae.
Loài này thuộc chi Pseudotegenaria. Pseudotegenaria parva được Lodovico di Caporiacco miêu tả năm 1934.